# Sportverein Röchling Völklingen 06 1979-1980
Questa voce raccoglie le informazioni riguardanti il Sportverein Röchling Völklingen 06 nelle competizioni ufficiali della stagione 1979-1980.

## Stagione
Nella stagione 1979-1980 il Rochling Volklingen, allenato da Claus Schygulla, Gerhard Pfeiffer e Hans-Werner Kremer, concluse il campionato di 2. Bundesliga al 20º posto.

## Rosa
| N. |                     | Ruolo | Calciatore         |
| -- | ------------------- | ----- | ------------------ |
|    | Germania (bandiera) | P     | Peter Boom         |
|    | Germania (bandiera) | P     | Adrian Hofstetter  |
|    | Germania (bandiera) | P     | Mathias Klauck     |
|    | Germania (bandiera) | D     | Horst Bender       |
|    | Germania (bandiera) | D     | Dieter Fischer     |
|    | Germania (bandiera) | D     | Achim Holzer       |
|    | Germania (bandiera) | D     | Hans-Werner Kremer |
|    | Germania (bandiera) | D     | Roland Latz        |
|    | Germania (bandiera) | D     | Heinrich Müller    |
|    | Germania (bandiera) | D     | Marian Ossadnik    |
|    | Serbia (bandiera)   | D     | Kosta Radovanović  |
|    | Germania (bandiera) | C     | Harald Aumeier     |
|    | Germania (bandiera) | C     | Hans-Jörg Becker   |
|    | Germania (bandiera) | C     | Harald Diener      |
|    | Austria (bandiera)  | C     | Max Gartner        |

| N. |                     | Ruolo | Calciatore        |
| -- | ------------------- | ----- | ----------------- |
|    | Germania (bandiera) | C     | Michael Maas      |
|    | Germania (bandiera) | C     | Peter Piroth      |
|    | Germania (bandiera) | C     | Jürgen Schmidt    |
|    | Germania (bandiera) | C     | Walter Spohr      |
|    | Germania (bandiera) | C     | Heinz Stickel     |
|    | Germania (bandiera) | C     | Gerolf Theobald   |
|    | Germania (bandiera) | C     | Rüdiger Theobald  |
|    | Germania (bandiera) | A     | Harry Hauser      |
|    | Germania (bandiera) | A     | Andreas Hoffmann  |
|    | Germania (bandiera) | A     | Gert Ockenfels    |
|    | Germania (bandiera) | A     | Hans-Jörg Schwarz |
|    | Germania (bandiera) | A     | Ulli Vollmer      |
|    | Germania (bandiera) | A     | Dieter Wagner     |
|    | Germania (bandiera) | A     | Walter Wagner     |

## Organigramma societario
Area tecnica
- Allenatore: Hans-Werner Kremer
- Allenatore in seconda:
- Preparatore dei portieri:
- Preparatori atletici:

## Calciomercato

### Sessione estiva
| Acquisti | Acquisti       | Acquisti               | Acquisti |
| R.       | Nome           | da                     | Modalità |
| -------- | -------------- | ---------------------- | -------- |
| A        | Walter Wagner  | L.A. Aztecs            |          |
| C        | Harald Aumeier | Eintracht Braunschweig |          |
| D        | Horst Bender   | Saarbrücken            |          |
| C        | Harald Diener  | Homburg                |          |
| C        | Max Gartner    | VÖEST Linz             |          |
| C        | Heinz Stickel  | Nancy                  |          |

| Cessioni | Cessioni       | Cessioni       | Cessioni |
| R.       | Nome           | a              | Modalità |
| -------- | -------------- | -------------- | -------- |
| A        | Peter Dufresne | Uerdingen 05   |          |
| D        | Klaus Hommrich | Monaco 1860 II |          |

### Sessione invernale
| Acquisti | Acquisti | Acquisti | Acquisti |
| R.       | Nome     | da       | Modalità |
| -------- | -------- | -------- | -------- |

| Cessioni | Cessioni | Cessioni | Cessioni |
| R.       | Nome     | a        | Modalità |
| -------- | -------- | -------- | -------- |

## Risultati

### 2. Bundesliga

#### Girone di andata
| Arbitro: | Aldinger |

|                                    |           |  |
| Kiefer 49’, 67’ Hein 58’ Makan 77’ | Marcatori |  |

| Arbitro: | Quindeau |

|                         |           |           |
| Diener 46’ Theobald 75’ | Marcatori | 87’ Bulut |

| Arbitro: | Aulenbacher |

|              |           |                            |
| Theobald 70’ | Marcatori | 28’, 46’, 49’ Michelberger |

| Arbitro: | Michel |

|                                        |           |            |
| Schüler 21’, 50’ Löw 38’, 77’ Bury 40’ | Marcatori | 15’ Diener |

| Arbitro: | Könen |

|             |           |  |
| Aumeier 76’ | Marcatori |  |

| Arbitro: | Brückner |

|                                        |           |              |
| Mattern 18’, 20’ Wesseler 26’ Klag 36’ | Marcatori | 25’ Hoffmann |

| Arbitro: | Ferro |

|  |           |          |
|  | Marcatori | 8’ Boley |

| Arbitro: | Dücker |

|                                        |           |                  |
| Krauth 25’ Günther 28’, 50’ Dohmen 74’ | Marcatori | 65’, 85’ Aumeier |

| Arbitro: | Vielsack |

|                            |           |             |
| Spohr 20’, 32’ Aumeier 79’ | Marcatori | 56’ Stöckle |

| Arbitro: | Scheffner |

|                                                                               |           |           |
| Neumann 12’, 43’ Bechtold 41’ (rig.) Menges 58’ Cestonaro 72’, 78’ Weiler 88’ | Marcatori | 75’ Spohr |

| Arbitro: | Clajus |

|                            |           |                                               |
| Aumeier 21’ Spohr 65’, 86’ | Marcatori | 55’ Völler 68’ Paulus 85’ Grünewald 88’ Rothe |

| Arbitro: | Dellwing |

|                               |           |                               |
| Müller 29’ (rig.), 32’ (rig.) | Marcatori | 13’, 71’ Sandhowe 65’ Hofmann |

| Arbitro: | Messmer |

|                                            |           |             |
| Hintermaier 21’ Heidenreich 26’ Täuber 45’ | Marcatori | 75’ Aumeier |

| Arbitro: | Clajus |

|  |           |              |
|  | Marcatori | 51’ Emmerich |

| Arbitro: | Langhans |

|                                  |           |  |
| Braun 12’ Poulsen 53’ Schulz 79’ | Marcatori |  |

| 17 novembre 1979 16ª giornata |  | – Turno di riposo |  |  |

| Arbitro: | Kinzinger |

|                             |           |            |
| Stetter 16’ Jordan 24’, 43’ | Marcatori | 54’ Piroth |

| Arbitro: | Quindeau |

|                                |           |             |
| Müller 42’ (rig.) Hoffmann 89’ | Marcatori | 40’ Schmitt |

| Arbitro: | Vielsack |

|                                                                                |           |             |
| Steinkirchner 14’, 35’ Dreher 31’, 56’ Allgöwer 40’, 64’ Nickel 60’ Alhaus 89’ | Marcatori | 33’ Stickel |

| Arbitro: | Wohlfarth |

|                             |           |          |
| Gartner 20’ Wagner 83’, 88’ | Marcatori | 28’ Ruhs |

| Arbitro: | Gaus |

|                         |           |  |
| Schreml 27’ Größler 73’ | Marcatori |  |

#### Girone di ritorno
| Arbitro: | Sahner |

|                       |           |            |
| Spohr 40’ Gartner 72’ | Marcatori | 76’ Kiefer |

| Arbitro: | Linn |

|                                                  |           |  |
| Heinlein 11’, 20’, 24’ Ritschel 22’ Stempfle 80’ | Marcatori |  |

| Arbitro: | Dahler |

|                                            |           |  |
| Lüders 27’ Michelberger 64’ Hermandung 76’ | Marcatori |  |

| Arbitro: | Engel |

|  |           |                  |
|  | Marcatori | 20’ Zele 50’ Löw |

| Arbitro: | Hontheim |

|                           |           |                               |
| Knoll 38’ Wagner 64’, 90’ | Marcatori | 82’ Aumeier 83’ (rig.) Müller |

| Arbitro: | Linn |

|  |           |              |
|  | Marcatori | 86’ Wesseler |

| Arbitro: | Brehm |

|  |           |            |
|  | Marcatori | 78’ Wagner |

| Arbitro: | Huster |

|                         |           |                                  |
| Hoffmann 21’ Wagner 75’ | Marcatori | 14’ Bold 27’ Becker 31’ Harforth |

| Arbitro: | Hellwig |

|  |           |            |
|  | Marcatori | 16’ Wagner |

| Arbitro: | Walz |

|              |           |                          |
| Hoffmann 64’ | Marcatori | 28’ Weiss 66’ Kleppinger |

| Arbitro: | Kühne |

|                            |           |             |
| Völler 28’, 57’ Martin 89’ | Marcatori | 61’ Vollmer |

| Arbitro: | Gaus |

|                        |           |            |
| Fischer 17’ Bender 63’ | Marcatori | 18’ Breuer |

| Arbitro: | Ermer |

|             |           |                   |
| Hofmann 32’ | Marcatori | 39’ (rig.) Müller |

| Arbitro: | Könen |

|                       |           |                                            |
| Müller 52’ Hauser 78’ | Marcatori | 16’, 70’ Oberacher 25’ Szymanek 39’ Susser |

| Saarbrücken 26 aprile 1980 36ª giornata | Saarbrücken | 0 – 0 referto | Röchling Völklingen | Ludwigsparkstadion (1 800 spett.)\| Arbitro: \| Nickel \| |
| Arbitro:                                | Nickel      |               |                     |                                                           |

| Arbitro: | Dreher |

|           |           |                                       |
| Müller 2’ | Marcatori | 77’ (rig.) Marek 83’ Ludwig 86’ Braun |

| 15 maggio 1980 38ª giornata |  | – Turno di riposo |  |  |

| Arbitro: | Wilhelmi |

|             |           |                                |
| Vollmer 45’ | Marcatori | 50’ Stetter 70’ Hupp 80’ Lange |

| Arbitro: | Quindeau |

|                                             |           |           |
| Weiß 9’ Schwarz 19’ Metzger 46’ Schmitt 84’ | Marcatori | 34’ Spohr |

| Arbitro: | Schmoock |

|  |           |                        |
|  | Marcatori | 1’ Stichler 50’ Dreher |

| Arbitro: | Brückner |

|               |           |                                                  |
| Schwemmle 70’ | Marcatori | 9’, 18’ Schwarz 22’, 77’ Diener 50’, 63’ Vollmer |

## Statistiche

### Statistiche di squadra
| Competizione  | Punti | In casa | In casa | In casa | In casa | In casa | In casa | In trasferta | In trasferta | In trasferta | In trasferta | In trasferta | In trasferta | Totale | Totale | Totale | Totale | Totale | Totale | DR  |
| Competizione  | Punti | G       | V       | N       | P       | Gf      | Gs      | G            | V            | N            | P            | Gf           | Gs           | G      | V      | N      | P      | Gf     | Gs     | DR  |
| ------------- | ----- | ------- | ------- | ------- | ------- | ------- | ------- | ------------ | ------------ | ------------ | ------------ | ------------ | ------------ | ------ | ------ | ------ | ------ | ------ | ------ | --- |
| 2. Bundesliga | 22    | 20      | 7       | 0       | 13      | 28      | 38      | 20           | 3            | 2            | 15           | 21           | 63           | 40     | 10     | 2      | 28     | 49     | 101    | -52 |
| Totale        | 22    | 20      | 7       | 0       | 13      | 28      | 38      | 20           | 3            | 2            | 15           | 21           | 63           | 40     | 10     | 2      | 28     | 49     | 101    | -52 |

### Andamento in campionato
| Giornata  | 1  | 2  | 3  | 4  | 5  | 6  | 7  | 8  | 9  | 10 | 11 | 12 | 13 | 14 | 15 | 16 | 17 | 18 | 19 | 20 | 21 | 22 | 23 | 24 | 25 | 26 | 27 | 28 | 29 | 30 | 31 | 32 | 33 | 34 | 35 | 36 | 37 | 38 | 39 | 40 | 41 | 42 |
| --------- | -- | -- | -- | -- | -- | -- | -- | -- | -- | -- | -- | -- | -- | -- | -- | -- | -- | -- | -- | -- | -- | -- | -- | -- | -- | -- | -- | -- | -- | -- | -- | -- | -- | -- | -- | -- | -- | -- | -- | -- | -- | -- |
| Luogo     | T  | C  | C  | T  | C  | T  | C  | T  | C  | T  | C  | C  | T  | C  | T  |    | T  | C  | T  | C  | T  | C  | T  | T  | C  | T  | C  | T  | C  | T  | C  | T  | C  | T  | C  | T  | C  |    | C  | T  | C  | T  |
| Risultato | P  | V  | P  | P  | V  | P  | P  | P  | V  | P  | P  | P  | P  | P  | P  |    | P  | V  | P  | V  | P  | V  | P  | P  | P  | P  | P  | V  | P  | V  | P  | P  | V  | N  | P  | N  | P  |    | P  | P  | P  | V  |
| Posizione | 21 | 18 | 18 | 18 | 17 | 18 | 19 | 20 | 18 | 19 | 20 | 20 | 21 | 21 | 21 | 21 | 21 | 21 | 21 | 21 | 21 | 21 | 21 | 21 | 21 | 21 | 21 | 21 | 21 | 21 | 21 | 21 | 21 | 21 | 21 | 20 | 20 | 20 | 20 | 21 | 21 | 20 |

Legenda:

Luogo: C = Casa; T = Trasferta. Risultato: V = Vittoria; N = Pareggio; P = Sconfitta.

### Statistiche dei giocatori
| H. Aumeier     | 22 | 7 | 5 | 0 |
| H. Becker      | 3  | 0 | 1 | 0 |
| H. Bender      | 35 | 1 | 4 | 0 |
| P. Boom        | 6  | 0 | 0 | 0 |
| H. Diener      | 20 | 4 | 0 | 0 |
| D. Fischer     | 21 | 1 | 6 | 0 |
| M. Gartner     | 12 | 2 | 1 | 0 |
| H. Hauser      | 7  | 1 | 0 | 0 |
| A. Hoffmann    | 34 | 4 | 4 | 0 |
| A. Hofstetter  | 1  | 0 | 0 | 0 |
| A. Holzer      | 1  | 0 | 0 | 0 |
| M. Klauck      | 34 | 0 | 0 | 0 |
| H. Kremer      | 26 | 0 | 7 | 1 |
| R. Latz        | 40 | 0 | 2 | 0 |
| M. Maas        | 6  | 0 | 0 | 0 |
| H. Müller      | 36 | 7 | 0 | 0 |
| G. Ockenfels   | 26 | 0 | 3 | 0 |
| M. Ossadnik    | 10 | 0 | 0 | 0 |
| P. Piroth      | 33 | 1 | 7 | 0 |
| K. Radovanović | 1  | 0 | 0 | 0 |
| J. Schmidt     | 8  | 0 | 2 | 0 |
| H. Schwarz     | 10 | 2 | 1 | 0 |
| W. Spohr       | 38 | 7 | 6 | 0 |
| H. Stickel     | 14 | 1 | 2 | 0 |
| G. Theobald    | 23 | 2 | 1 | 0 |
| R. Theobald    | 1  | 0 | 0 | 0 |
| U. Vollmer     | 30 | 4 | 3 | 0 |
| D. Wagner      | 1  | 0 | 0 | 0 |
| W. Wagner      | 10 | 5 | 0 | 0 |